# McCook, Nebraska
McCook är administrativ huvudort i Red Willow County i Nebraska.  Enligt 2010 års folkräkning hade McCook 7 698 invånare.

## Historia
Orten grundades 1882 då Burlington and Missouri River Railroad, sedermera del av BNSF, planerade ett samhälle här i samband med att järnvägen drogs genom området. Samhället namngavs efter militären Alexander Dowell McCook.

## Kultur och sevärdheter

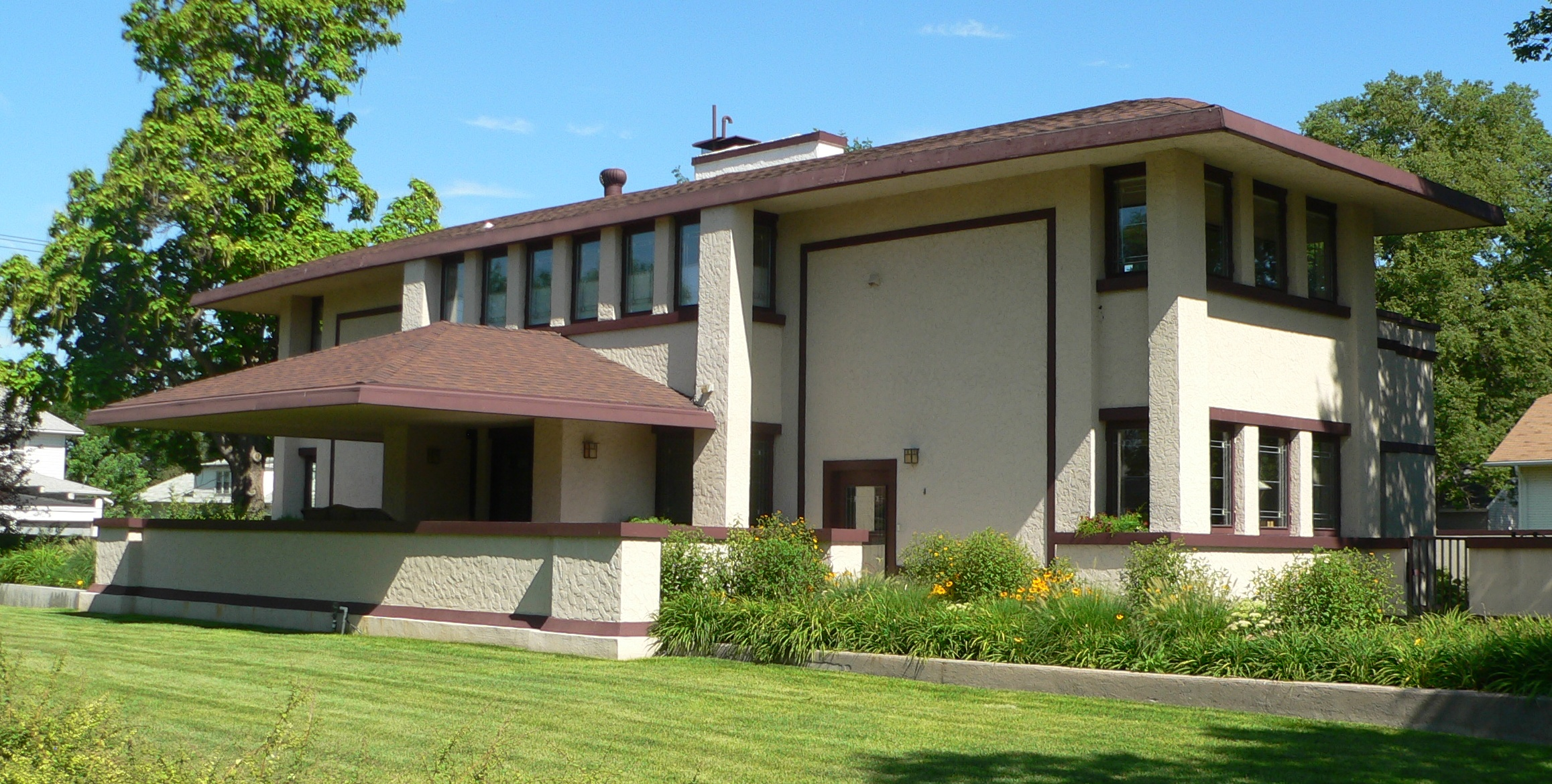
Sutton House

I staden ligger Harvey P. Sutton House, som ritades i präriestil av Frank Lloyd Wright 1905–1907 och uppfördes 1907–1908. Villan är arkitektens enda verk i sitt slag i delstaten Nebraska. Huset är idag upptaget i National Register of Historic Places men används som privatbostad och är ej öppet för allmänheten.

## Kommunikationer
McCook har en järnvägsstation på Amtraks linje California Zephyr, som trafikeras via Omaha mot Chicago och i andra riktningen via Denver mot Emeryville vid San Franciscobukten. 
McCooks flygplats, McCook Ben Nelson Regional Airport (IATA: MCK, ICAO: KMCK), har dagliga förbindelser till Denvers flygplats.

## Kända personer från McCook
- Ben Nelson (född 1941), demokratisk politiker, Nebraskas guvernör 1991–1999 och amerikansk senator 2001–2013